# ローラン・イレール

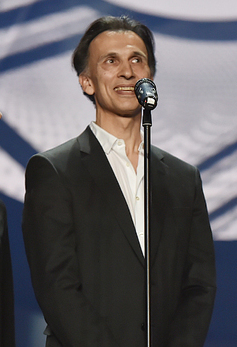
ローラン・イレール（2017年）

ローラン・イレール（Laurent Hilaire、1962年11月8日 - ）は、フランスのバレエダンサー、バレエ指導者である。パリ・オペラ座バレエ団で1985年から2007年までエトワールを務め、クラシック・バレエの諸作品からコンテンポラリーに至る幅広いレパートリーを踊り、同じバレエ団のマニュエル・ルグリと人気を競った。世界各国でゲスト・ダンサーとしての出演が多く、シルヴィ・ギエム、アレッサンドラ・フェリ、ノエラ・ポントワ、エヴァ・エフドキモワ、森下洋子などと共演している。とりわけギエムとのパートナーシップで知られた。

## 経歴
パリ出身。幼い頃は体操をやっていたが、両親が引っ越した先には体操クラブがなかったため、その代わりにダンスのレッスンを受けることになった。そこで教師に素質を認められ、勧められて1975年にパリ・オペラ座バレエ学校に入学した。入学当時はクラスに女の子が20人いたのに対して、男の子は彼ただ1人のみだったという。
1980年、17歳で同校を卒業すると同時にパリ・オペラ座バレエ団に入団した。以後は順調に昇進し、翌年カドリーユに昇格したのち、1982年にコリフェ、1983年にスジェに昇格した。同年、当時パリ・オペラ座バレエ団芸術監督を務めていたルドルフ・ヌレエフに抜擢されて『コッペリア』（ピエール・ラコット復元振付）で初主演を果たした。
1984年は、『真夏の夜の夢』（ジョン・ノイマイヤー振付）など3作品に主演した。この年には第1回パリ国際バレエコンクールに同僚のイザベル・ゲランをパートナーとして出場し、ともに銀賞を受賞している。1985年は『ジゼル』（メアリー・スキーピング版）、『ロメオとジュリエット』（ヌレエフ版）などに主演し、有望な若手ダンサーに贈られるカルポー賞を受賞した。同年、『白鳥の湖』（ヴラジーミル・ブルメイステル版）で主演し、ヌレエフによってプルミエ・ダンスールを飛び越して11月2日にエトワールに任命された。
イレールは長身で容姿に恵まれ、身体能力も秀でていた。クラシック・バレエの諸作品では優美さを体現し、コンテンポラリー作品では先鋭な身体表現を見せ、常に気迫のある舞台で称賛を受けた。演技力にも優れ、ヌレエフ振付の『くるみ割り人形』では不気味なドロッセルマイヤーと美しく凛々しい王子の2役をこなし、ローラン・プティ振付の『ノートルダム・ド・パリ』の悪役フロロを鋭く激しい動きで踊り演じて、フェビュス役のマニュエル・ルグリの柔らかく華やかな表現とは好対照で高い評価を受けた。
ヌレエフは飛び級でのエトワール任命を始めとしてさまざまな作品でイレールを重用し、「ヌレエフ世代」を代表するダンサーとして知られた。ヌレエフが最後に振り付け、遺作となった全幕バレエ『ラ・バヤデール』（1992年）では主役のソロル（領主に仕える戦士）を初演した。このときのヒロイン、ニキヤ（神殿の舞姫＝バヤデール）はイザベル・ゲラン、ガムザッティ（ニキヤの恋敵で領主の姫）はエリザベット・プラテルが踊り、これはヌレエフが最も望んでいたキャストであった。ヌレエフ作品の他にもモーリス・ベジャールやイリ・キリアン、ウィリアム・フォーサイスなど現代バレエの巨匠とのコラボレーションも多く、1987年には当時パリ・オペラ座のエトワールだったシルヴィ・ギエムとともにフォーサイスの『イン・ザ・ミドル・サムホワット・エレヴェイテッド』（In the Middle, Somewhat Elevated）を初演している。
ギエムの相手役としてたびたび共演し、彼女が1988年に突然パリ・オペラ座バレエ団を退団してロイヤル・バレエ団に移籍した後も、世界各地で共演した。ギエムとは『イン・ザ・ミドル・サムホワット・エレヴェイテッド』やベジャール振付の『春の祭典』、『エピソード』といった現代バレエ以外にも、『白鳥の湖』などのクラシック・バレエの名作でも共演するなど彼女からの信頼が厚く、イレールもギエムに愛着と尊敬の念を持っていた。アレッサンドラ・フェリ、ノエラ・ポントワ、エヴァ・エフドキモワ、森下洋子などとも世界各地で踊り、サポートの巧みさとパートナーへの行き届いた配慮を見せ、批評家と観客の両方から人気が高いダンサーであった。1998年には、芸術文化勲章シュヴァリエを受章し、2004年にはブノワ賞を受賞した。
2007年に定年を迎えてパリ・オペラ座バレエ団の舞台から去り、以後はメートル・ド・バレエとして後進の指導にあたることになった。これは現役ダンサーだったころに当時のパリ・オペラ座バレエ団芸術監督ブリジット・ルフェーヴル（fr:Brigitte Lefèvre）から『ラ・バヤデール』の再演で踊るダンサーのパ・ド・ドゥの指導を依頼されたのがきっかけであった。イレール自身も現役時代のインタビューで、「人に何かを与えるということは、とても豊かなことだと思うのです」と語っていた。
イレールが踊る映像は、若いころから現役最後期のものまで多く残っている。2000年に撮影されたニルス・タヴェルニエ監督の映画『エトワール』など、映画にも出演した。イレールの娘は2人ともパリ・オペラ座バレエ学校に入学し、バレエダンサーへの道を歩んでいる。長女のジュリエット・イレールは、2008年にパリ・オペラ座バレエ団に入団した。
2014年5月29日、フランスの日刊紙「フィガロ」はイレールのパリ・オペラ座メートル・ド・バレエ及び芸術監督補佐退任を報じた。後任にはメートル・ド・バレエのクロチルド・ヴァイエ（元パリ・オペラ座プルミエール・ダンスーズ）が就任した。なお、ヴァイエの後任メートル・ド・バレエには、2015年5月引退予定のエトワール、オーレリー・デュポンが引退後に就任することが決まっている。
2017年1月1日付で、イーゴリ・ゼレンスキーがバイエルン国立バレエの芸術監督に専念することになったため、後任として国立モスクワ音楽劇場バレエ団の芸術監督に就任した。契約期間は5年。
2022年2月のロシアによるウクライナ侵攻を受けて、同月27日に国立モスクワ音楽劇場バレエ団の芸術監督を辞任し、28日にも出国する意向を明らかにした。